# Arpa viggianese
L'arpa viggianese (nota anche nei dialetti lucani come arpicedda) è uno strumento a corde tipico dell'area geografica relativa alla città di Viggiano, in Basilicata.
La sua presenza, almeno per quanto riguarda lo strumento legato alla tradizione popolare e all'attività di musicisti viggianesi girovaghi e non professionisti, è stata segnalata fino ai primi decenni del 1900 ed è documentabile nelle fonti iconografiche (statuine presenti in presepi napoletani) del XVIII secolo e in quelle letterarie che appaiono circa un secolo dopo.
L'arpa viggianese è un'arpa diatonica.

## Evoluzione e caratteristiche tecniche

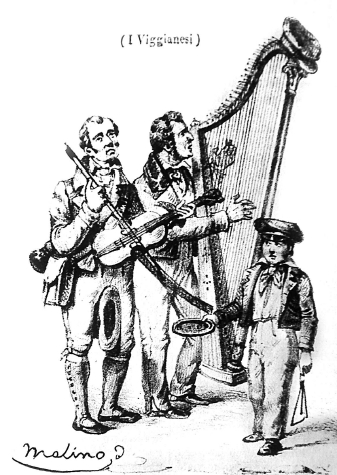
I Viggianesi, incisione di Filippo Molino da Poliorama Pittoresco, illustrazione del XIX secolo

L'arpa viggianese si differenzia dall'arpa classica usata nelle orchestre sinfoniche per alcune caratteristiche:
- è più piccola rispetto all'arpa classica;
- a differenza della grande arpa da concerto, l'arpa viggianese non ha i pedali.

L'arpa usata dai musicanti girovaghi viggianesi intorno alla metà e alla fine del XVIII secolo, come si evince dalle fonti iconografiche e dalle statue  presenti nei presepi napoletani presepi napoletani), era un'arpa dalle dimensioni ridotte, rifacentesi come modello all'arpa portativa rinascimentale, con 12-14 corde, alta circa 80/90 centimetri.
Questo tipo di arpa è raffigurato anche nelle stampe e nei disegni risalenti alla fine del 700 e agli inizi dell'800; da questi la forma non risulta sempre definita, cosa da attribuire non solo alla scarsa fedeltà al modello dei disegni, ma anche al fatto che non esisteva un modello standard da seguire.

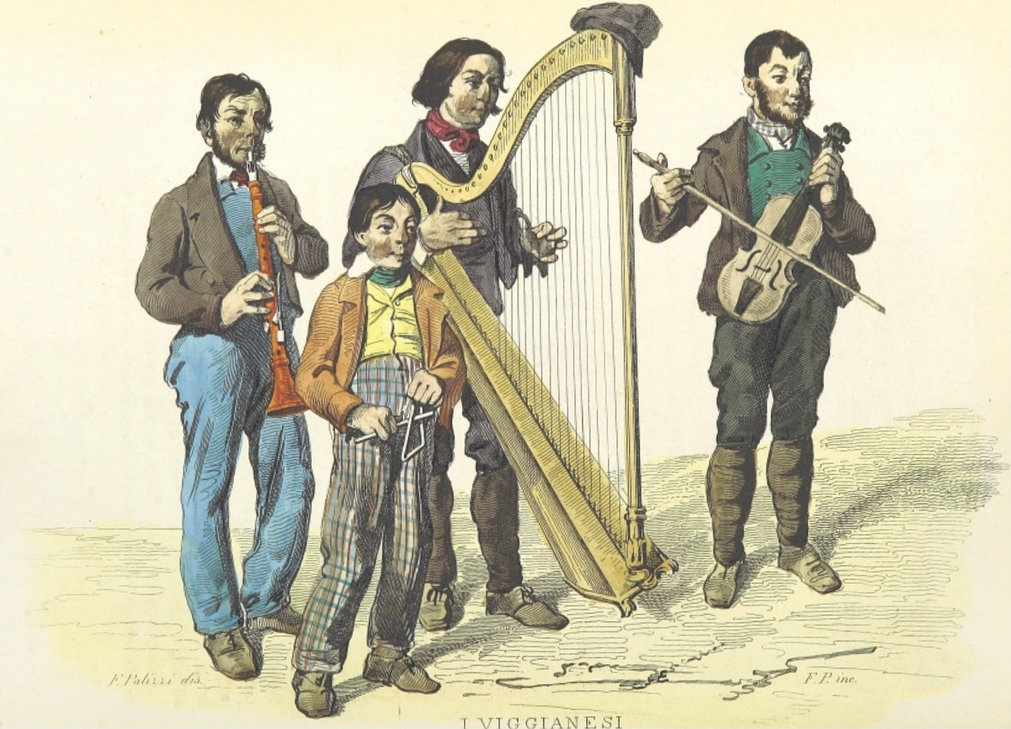
I Viggianesi, da Usi e costumi di Napoli e contorni descritti e dipinti (1853)

La prima documentazione che testimonia l'avvento dell'arpa positiva diatonica risale al 1836: in un articolo di Cesare Malpica, in Poliorama Pittoresco, vi è un disegno raffigurante un gruppo di Viggianesi, questuanti, composto da un suonatore di viola, un ragazzo con triangolo ed un suonatore di arpa grande, sollevata dal suolo e sorretta dalle spalle del musicante con una cinghia.
Questa arpa potrebbe essere simile ai pochi modelli giunti fino alla fine del XX secolo; la sua altezza, confrontata con quella dell'uomo che la sostiene, non dovrebbe essere inferiore a 140 cm.
Lo stesso tipo di arpa è raffigurato nell'incisione stampata nel libro Usi e costumi di Napoli e contorni descritti e dipinti di Francesco De Bourcard: la colonna, dal disegno, appare meno elaborata e la struttura generale più lineare, il modo di sostenere lo strumento e la sua altezza sembrano gli stessi; uguale anche la posizione del cappello dello strumentista posto in cima al capitello dell'arpa, secondo l'usanza riscontrata e ancora oggi in voga, anche presso gli zampognari.

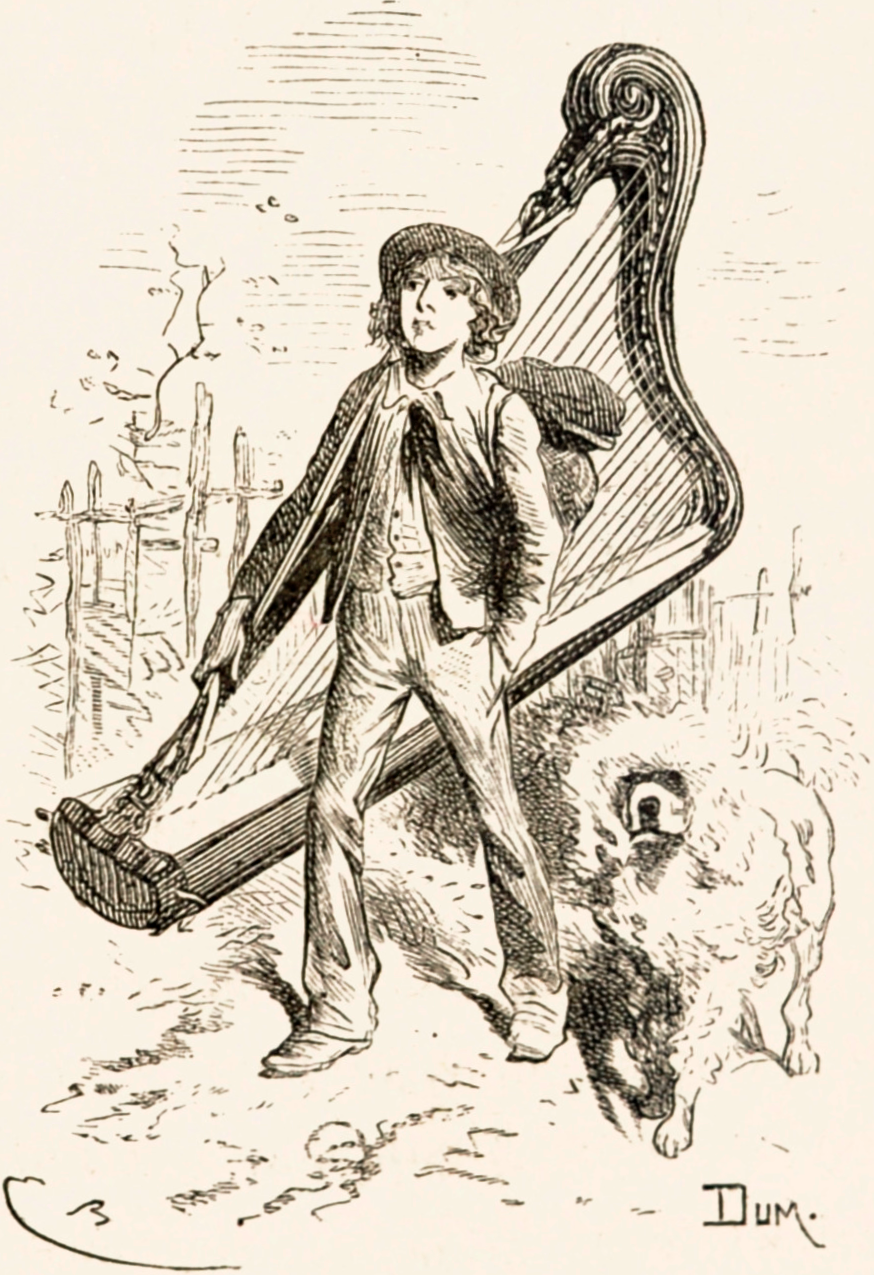
Senza famiglia: Remi con un'arpa portativa, illustrazione del 1880

Questo strumento aveva probabilmente dalle 34 alle 37 corde ed doveva essere costruito nella stessa Viggiano e/o in qualche paese limitrofo, probabilmente Marsicovetere, dove la tradizione dei musicisti ambulanti era altrettanto attiva. É importante sottolineare che questi strumenti non erano costruiti da veri e propri liutai ma semplicemente da maestri dell'arte della falegnameria. Essi costruivano "il corpo" dello strumento, lo consegnavano al suonatore che realizzava l'incordatura e l'accordatura dello strumento. 
Intorno alla metà del XIX secolo anche a Viggiano si cominciarono a costruire strumenti più elaborati rispetto alle arpe diatoniche: arpe a pedali, sul modello Erard, vennero costruite e montare in tutte le loro parti da Vincenzo Bellizia, premiato nel 1843 dalla Reale Società Economica di Potenza con un premio di 100 ducati.
Sicuramente, però, visto che i musicanti girovaghi non potevano usare questo tipo di arpa, troppo pesante per i frequesti spostamenti, nello stesso periodo altri costruttori continuarono a costruire  "l'arpetta", l'arpcedda tipicamente viggianese. Probabilmente lo stesso Bellizia costruiva entrambi i modelli.
Secondo Giovanni Bracco, l'arpista Pasquale De Sanctis, (da alcune fonti verbali identificato come violinista, mentre l'arpista si sarebbe chiamato Vincenzo), che avrebbe suonato in un'orchestra a San Francisco e  sarebbe morto centenario all'inizio degli anni '80, affermava che le arpe viggianesi non avevano la pedaliera, venivano portate al collo e suonate in piedi e in movimento da gente che non aveva una grande conoscenza della musica scritta ma che si affidava ad un innato senso musicale naturalmente sentito e si accontentava delle sole tonalità maggiori che l'arpa diatonica poteva offrire.

## Nella cultura popolare
Il romanzo Senza famiglia di Hector Malot è ispirato ai musicisti girovaghi del tempo, compresi gli esecutori di arpa viggianese. Il protagonista Remi è specializzato nell'arpa portativa, che impara a suonare dal suo mentore Vitalis.
Nel 2007 nasce la "Scuola d'Arpa Popolare Viggianese" e il festival d'arpe internazionale di Viggiano , fondata da Vincenzo Zitello, con l'obiettivo di preservare e tramandare la tradizione dello strumento. hanno insegnato Daniela Ippolito, Giuliana De Donno, Lincol Almada, Sara Simari. 